# Aminotrimethylenphosphonsäure
Aminotrimethylenphosphonsäure ist eine chemische Verbindung aus der Gruppe der Aminoalkanpolyphosponsäuren.

## Gewinnung und Darstellung
Aminotrimethylenphosphonsäure kann aus Ammoniak, Formaldehyd und Phosphonsäure synthetisiert werden:
{\displaystyle {\ce {NH3 + 3 H2CO + 3 H3PO3 -> N[CH2P(O)(OH)2]3}}}

## Eigenschaften
Aminotrimethylenphosphonsäure ist ein kristalliner weißer Feststoff, der löslich in Wasser ist. Er zersetzt sich bei Erhitzung über 215 °C.

## Verwendung
Aminotrimethylenphosphonsäure wird als Komplexbildner in Waschmitteln und Fotochemikalie verwendet.